# Stanisław Adamczewski (historyk literatury)

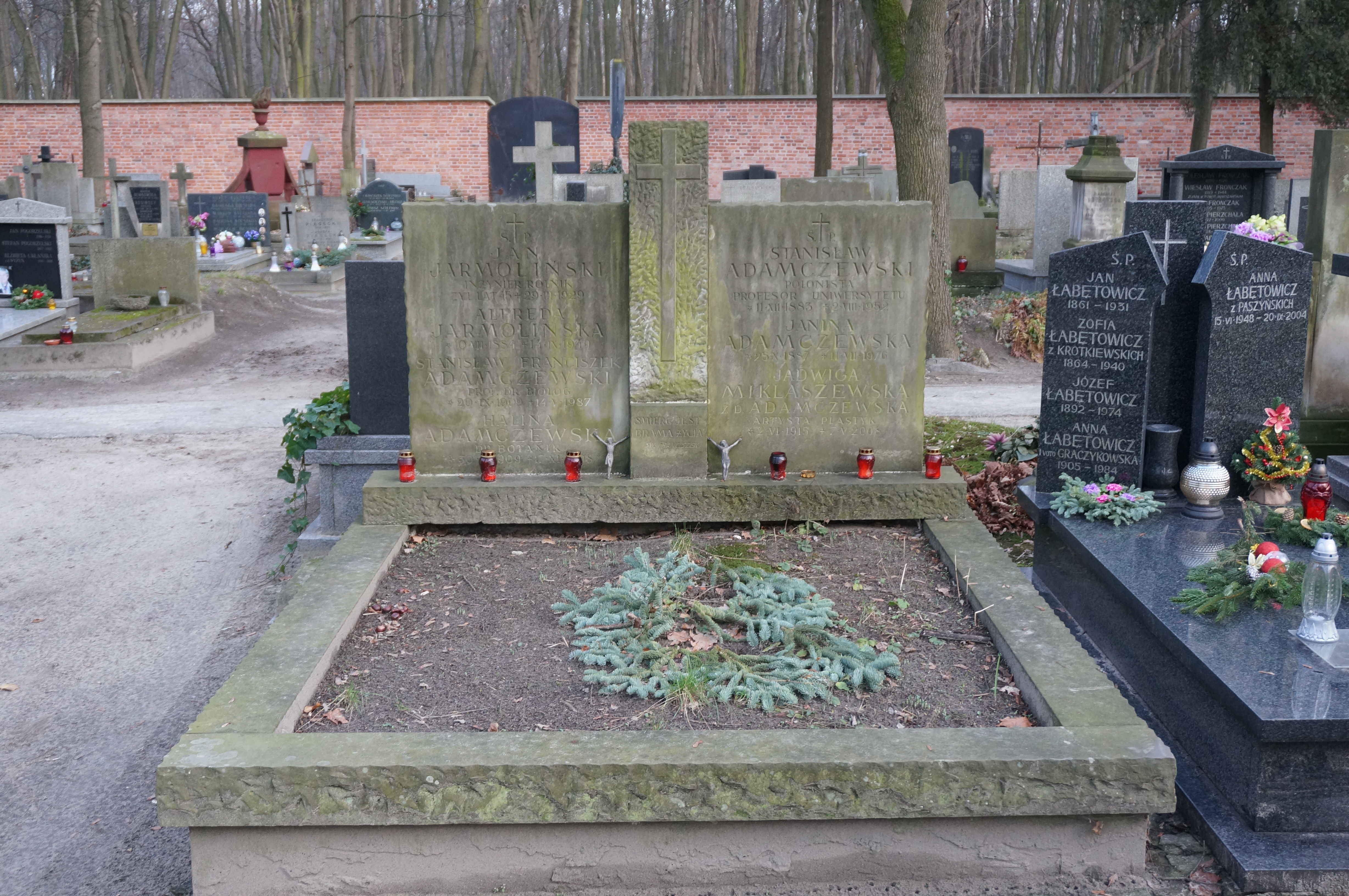
Grób rodziny Adamczewskich na cmentarzu Powązkowskim

Stanisław Adamczewski (ur. 11 grudnia 1883 w Warszawie, zm. 2 sierpnia 1952 w Opaczy) – polski historyk literatury, krytyk literacki i teatralny,  nauczyciel gimnazjalny, wykładowca Uniwersytetu Warszawskiego, profesor Uniwersytetu Łódzkiego.

## Życiorys
Był synem Józefa, nauczyciela gimnazjalnego, i Anny z Kondrackich. Kształcił się w Warszawie, a następnie w gimnazjum filologicznym w Płocku, które ukończył w 1903. Studiował medycynę na Uniwersytecie w Dorpacie od 1903, ale przerwał studia w 1904. W latach 1905–1907 udzielał w Warszawie prywatnych lekcji. Po zdanym państwowym egzaminie nauczycielskim podjął pracę jako nauczyciel polonista w prywatnych szkołach średnich w Łęczycy (1907–1908) i Siedlcach (1908–1909), a następnie w Lublinie (1909–1911). Debiutował w „Kurierze Lubelskim” w 1910 szkicem Znaczenie i przeznaczenie twórczości Wyspiańskiego w naszym życiu. W latach 1911–1914 studiował kolejno w Zurychu, Paryżu i Lwowie.
Przez wiele lat pracował jako nauczyciel gimnazjalny w najlepszych szkołach warszawskich, m.in. w Gimnazjum Zamoyskiego i Gimnazjum im. T. Czackiego. Z doświadczeń dydaktycznych wyrosły dwa podręczniki historii literatury: Zbiór zadań i pytań z literatury polskiej dla uczniów szkoły średniej i Sympozjon. Na potrzeby szkół wydał i opatrzył komentarzami utwory Jana Kochanowskiego, Mikołaja Reja, Wacława Potockiego, Ignacego Krasickiego.
W 1923 obronił na Uniwersytecie Warszawskim pracę doktorską pt. Oblicze poetyckie Bartłomieja Zimorowicza – uznaną przez literaturoznawców za odkrywczą i nowatorską, wydaną drukiem w 1928 nakładem Kasy im. Mianowskiego. W 1935 przeprowadził habilitację na Uniwersytecie Poznańskim po przedstawieniu pracy o pisarstwie Stefana Żeromskiego pt. Serce nienasycone, opublikowanej już w 1930. W latach 1935–1939 był docentem w Katedrze Historii Literatury Polskiej na Uniwersytecie Warszawskim, prowadził wykłady z historii literatury.
W latach 1937–1939 pełnił jednocześnie funkcję dyrektora Państwowego Instytutu Sztuki Teatralnej w Warszawie. Współpracował z Polskim Radiem i przed mikrofonem wygłaszał odczyty i felietony o literaturze, a w prasie kulturalnej recenzował nowości wydawnicze i premiery teatralne.
W czasie okupacji hitlerowskiej uczył na tajnych kompletach zorganizowanych dla uczniów warszawskich szkół średnich. Wykładał także na tajnych kompletach polonistyki warszawskiej. Wśród jego uczniów i studentów byli m.in. Krzysztof Kamil Baczyński, Tadeusz Gajcy, Wacław Bojarski, Tadeusz Borowski. Największy wpływ wywarł Adamczewski na młodego pisarza – Andrzeja Trzebińskiego.
Tuż po wojnie pracował krótko na Uniwersytecie Jagiellońskim, a od 1945 na Uniwersytecie Łódzkim (jako profesor i kierownik Katedry Historii Literatury). Prowadził wykłady poświęcone twórczości Mickiewicza, Prusa, Żeromskiego, a także cykl odkrywczych wykładów o liryce Norwida. W 1950 usunięty z uczelni jako naukowiec burżuazyjny, przeciwnik marksizmu; pozbawiony został możliwości wykładania i zarobkowania.
Był członkiem Towarzystwa Naukowego Warszawskiego (1936 – członek korespondent, 1945 – członek rzeczywisty) oraz, od 1946, członkiem korespondentem Polskiej Akademii Umiejętności.
Zajmował się literaturą polskiego baroku, pozytywizmu i modernizmu; szczególną uwagę poświęcił twórczości Stefana Żeromskiego. Jego praca Serce nienasycone była pierwszą monografią twórczości Żeromskiego; książka otrzymała nagrodę Komitetu Kasy im. Mianowskiego i stała się podstawą habilitacji autora. Ponadto był edytorem Dzienników Żeromskiego.
Adamczewski pracował nad określeniem metodyki badań literackich. Jako przedmiot badań nad literaturą określił życie pisarza, jego twórczość oraz odbiór dzieła literackiego. Dokonał analizy stylu pisarskiego i słownictwa Żeromskiego, a także dziennika uczniowskiego pisarza. Ponadto zajmował się twórczością m.in. Prusa i Brzozowskiego.
Zmarł śmiercią samobójczą w Opaczy. Spoczywa na Cmentarzu Powązkowskim w Warszawie (kwatera 348-2-1,2).

## Niektóre prace
- Szlaki historiozofii literackiej. (1913)
- Zbiór zadań i pytań z literatury polskiej dla uczniów szkoły średniej. Cz. 1, Wieki 16 i 17. (Lwów, 1922)
- Oblicze poetyckie Bartłomieja Zimorowicza. (Warszawa, 1928)
- Sympozjon: wybór prozaików polskich wieku 19 i 20. (Lwów, 1926)
- Pojęcie romantyzmu u Stanisława Brzozowskiego. (1929)
- Serce nienasycone: książka o Żeromskim.  (Poznań, 1930)[1]
- Stefan Żeromski: zarys biograficzny. (Lwów, 1937; wyd. 2: Łódź, 1947)
- Sztuka pisarska Żeromskiego. (Kraków, 1949); zmieniona wersja pracy Serce nienasycone
- Etyka pisarska Prusa. (odczyt wygłoszony na inauguracyjnym zebraniu Zjazdu Naukowo-Literackiego im. Bolesława Prusa w Warszawie dnia 29 września 1946 r.) (Łódź, 1947)
- Bajka polska wieku oświecenia w wyborze. (Warszawa, 1947)

## Życie prywatne
W 1908 ożenił się z Janiną Jankiewicz (1887–1976). W małżeństwie tym miał dwoje dzieci: syna Stanisława Franciszka (1909–1987) – prof. entomologii oraz Jadwigę Adamczewską-Miklaszewską (1915–2008) – absolwentkę Akademii Sztuk Pięknych w Warszawie (Wydział Malarstwa i Wydział Rzeźby), projektantkę sztuki użytkowej, autorkę prac teoretycznych z zakresu wzornictwa przemysłowego.